# Idricerus weelei
Idricerus weelei är en insektsart som beskrevs av Navás 1909. Idricerus weelei ingår i släktet Idricerus och familjen fjärilsländor. Inga underarter finns listade i Catalogue of Life.